# Dichagyris rosescens
Dichagyris rosescens là một loài bướm đêm trong họ Noctuidae.